# Edam-Volendam
Edam-Volendam  è un comune dei Paesi Bassi di 35 258 abitanti situato nella provincia dell'Olanda Settentrionale e formato principalmente dai villaggi di Edam e Volendam. Dal 2016 ha incorporato il precedente comune di Zeevang.
Volendam era in origine la località portuale del vicino paese di Edam, situato alla foce del fiume IJssel.

## Geografia fisica

### Suddivisione amministrativa
- Edam
- Volendam
- Purmer
- Katham

## Attività
Il turismo è una della attività più sviluppate nella città poiché questa zona è adatta a chi cerca un posto in cui si fondono le tradizioni marinare con quelle moderne. Inoltre, i turisti possono trovare numerosi negozi di souvenir nella zona portuale e possono raggiungere la cittadina anche con un traghetto proveniente dalla città di Marken. In questa zona vi sono numerosi centri per la moda nella quale si usa addirittura un particolare dialetto: il Volendams. Volendam era anche una città simbolo nei Paesi Bassi per la religione cattolica, tuttavia, con l'indipendenza, divenne uno dei simboli della Chiesa Protestante. Nei tempi antichi era conosciuta come il paese con il più alto numero di missionari olandesi e sacerdoti per chilometro quadrato. Negli ultimi anni però ha assunto un grande valore simbolico per questa regione la Madonna dell'acqua

## Celebrazioni
Una delle feste più famose di Volendam è sicuramente la Fiera di 4 giorni che si svolge il 1º fine settimana di settembre. Inoltre la diga del centro di Volendam rappresenta una grande attrazione e, nelle vicinanze, si tiene annualmente una festa.
Il Volendam Weekend è la festa più importante della città: per l'occasione la maggior parte delle persone si veste in maniera tradizionale con i vestiti degli antichi contadini e in ogni parte della città si trovano bancarelle dove si praticano i mestieri di una volta. Si svolge ogni anno a giugno e vi sono anche numerosi concerti di band sia famose che sconosciute, dimostrazioni di attività ginniche, un particolare percorso che attraversa tutto il centro storico e che evidenzia i valori dell'arte locale e bancarelle di ogni genere

## Attrazioni
- Museo di Volendam con la casa del sigaro
- Museo dei calciatori
- La porta della città
- Chiesa di San Vincenzo

## Sport
Volendam è sede di numerose società sportive tra cui l'FC Volendam e i dilettanti dell'RKAV Volendam.